# Famille de Nully
La famille de Nully est une famille noble originaire de Champagne. Fieffée à Nully, elle s'éteint dès le XIIIe siècle.
Il existe une seconde famille portant le nom de Nully dont le nom a aussi été orthographié Neully, Neuilly et Nuilly. Cette famille de la région parisienne est connue dès le XIIIe siècle et s'est illustrée dans la magistrature. Cette famille semble avoir pris son nom de la terre de Nully ou Neuilly-sur-Marne,,.

## Généalogie

### Première famille de Nully, issue de Joinville
- Hilduin de Joinville († après 1055), premier seigneur de Nully connu, fils aîné de Geoffroy Ier de Joinville, seigneur de Joinville, et de Blanche de Reynel. Il est tué en 1055 alors que son père est emprisonné. Le nom de son épouse est inconnu mais il a au moins trois enfants :
  - Gautier de Joinville, qui suit.
  - Wicher de Joinville, qui suit après son frère.
  - Hesceline de Joinville, qui suit après ses frères.

- Gautier de Joinville, qui succède probablement à son père, mais qui meurt sans postérité.

- Wicher ou Withier de Joinville († avant 1124), qui succède probablement à son frère, mais qui meurt sans postérité.

- Hesceline de Joinville, qui succède à son frère. Elle transmet la seigneurie de Nully à son mari Gui d'Aigremont, fils de Foulques de Serqueux, seigneur d'Aigremont, et de Saruc de Grancey, qui suit et de qui elle a au moins un enfant.

### Seconde famille de Nully, issue d'Aigremont
- Gui d'Aigremont († après 1140), fils de Foulques de Serqueux, seigneur d'Aigremont, et de Saruc de Grancey. Il devient seigneur de Nully par son mariage avec Hesceline de Joinville dont il a au moins un enfant :
  - Guerry de Nully, qui suit.

- Guerry ou Werry de Nully, qui succède à son père. Le nom de son épouse est inconnu, mais il a au moins un enfant :
  - Gautier de Nully, qui suit.

- Gautier de Nully († après 1174), qui succède à son père. Il épouse Adeline d'Arzillières, fille de Vilain d'Arzillières et d'Yvette de Vitry, dont il a plusieurs enfants :
  - Vilain de Nully, qui suit.
  - Guillaume de Nully, qui accompagne son frère Vilain lors de la quatrième croisade. Il est probablement fait prisonnier par les Turcs vers 1204 et est surement mort en captivité sans avoir contracté d'union ni avoir eu de descendance.
  - une fille qui épouse Baudoin de Bricon, dont elle a au moins deux enfants (Wiart et Hugues).

- Vilain de Nully († 1202/1204), qui succède à son père. Il est présent au tournoi d'Écry où il décide partir en croisade. En 1202, il accompagne Renard II de Dampierre-en-Astenois en terre-sainte où il trouve la mort en bataillant contre les Turcs. Il épouse Ada de Montmirail, veuve de Clarembaud de Noyers, fille d'André de Montmirail, seigneur de Montmirail et de La Ferté-Gaucher, et d'Hildiarde d’Oisy, vicomtesse de Meaux, dont il a plusieurs enfants :
  - Jean de Nully, qui suit.
  - Élisabeth de Nully († après 1225), qui épouse en premières noces Guillaume de Vergy, seigneur d'Ormoy-sur-Aube, fils de Simon de Vergy, seigneur de Beaumont-sur-Vingeanne, et d'Ermengarde de Til-Châtel, d'où postérité ; puis en secondes noces Garnier de Sombernon, d'où postérité.
  - peut-être Ada ou Ode de Nully[4], qui épouse Geoffroi de Villehardouin, fils de Geoffroi de Villehardouin, dit le Chroniqueur, et de Channe de Lézinnes, mais qui n'a probablement pas de postérité.

- Jean de Nully († vers 1260), qui succède à son père. Il participe à la Cinquième croisade et combat au siège de Damiette. Avant 1220, il arrive dans le Péloponnèse où il établit la forteresse de Passavant, qui devient ensuite le siège de la baronnie de Passavant dont il est le premier baron. Il est également nommé maréchal héréditaire d'Achaïe. Il épouse une sœur de Gautier de Rosières, premier baron d'Akova, dont il a un enfant :
  - Marguerite de Nully, qui suit.

- Marguerite de Nully. Étant fille unique et comme son oncle Gautier de Rosières est sans enfant, elle est héritière des baronnies de Passavant et d'Akova, dans la principauté d'Achaïe. En 1261, elle est envoyée comme otage à la cour byzantine de Constantinople, en échange de la libération du prince Guillaume II de Villehardouin. Elle est de retour en 1275 et réclame son héritage qui avait été confisqué. Elle épouse en premières noces Gilbert d'Escors, tué à la bataille du mont Karydi en 1258. Veuve, elle épouse en secondes noces Jean de Saint-Omer, frère de Nicolas II de Saint-Omer, seigneur de Thèbes, dont elle a un enfant :
  - Nicolas III de Saint-Omer.

### Autres membres
Il est également fait mention de Jean de Nully et de son fils Gautier de Nully, qui furent les compagnons d'arme de Saint Louis et de Jean de Joinville en terre sainte lors de la septième croisade,